# Droupt-Saint-Basle
 Droupt-Saint-Basle  là một xã ở tỉnh Aube, thuộc vùng Grand Est ở phía bắc miền trung nước Pháp.